# 塞拉耶佛反塞爾維亞暴亂
塞拉耶佛反塞爾維亞暴亂是在法蘭茲·斐迪南大公被暗殺之後，於1914年6月28日至29日期間發生於塞拉耶佛的大規模反塞爾維亞族暴力事件。在奧匈帝國政府的鼓勵下，暴力示威很快就演變成大屠殺，導致該市發生歷史上前所未有的種族對立。示威的第一天，共有兩名塞族人被殺，許多人亦在此暴亂中遭到襲擊，塞族人所擁有的許多房屋、商店和機構被因此夷為平地或者遭到搶劫。

## 背景
在波黑塞族學生普林齐普，於6月28日刺殺了斐迪南大公過後，整個奧匈帝國國內立刻充斥著反塞爾維亞情緒，導致了後來針對塞族人的暴力行為。暗殺當晚，在奧匈帝國的其他地區，尤其是在現代的波士尼亞和赫塞哥維納和克羅埃西亞境內，發生了全國性的反塞族騷亂和示威遊行。由於普林齐普的同謀大多是塞族人，奧匈帝國政府很快就確信：這是由塞爾維亞王國所謀劃的暗殺行動，並認為該國為其幕後黑手。於是前者便立即開始了針對塞族的大屠殺，並持續長達數天。該事件主要是由波士尼亞和赫塞哥維納的奧匈帝國總督奧斯卡·波蒂奧雷克（Oskar Potiorek）所組織、推動的，並由約瑟普·弗蘭克(Josip Frank)的追隨者所領導的第一次反塞族示威，於6月28日傍晚的札格雷布舉行。第二天，該市的反塞族示威變得更加暴力——與其說是示威，不如說他已經成了一場大屠殺。該市的警察和地方當局對此亦沒有採取任何措施來防止反塞族暴力。

## 暴亂

### 1914年6月28日

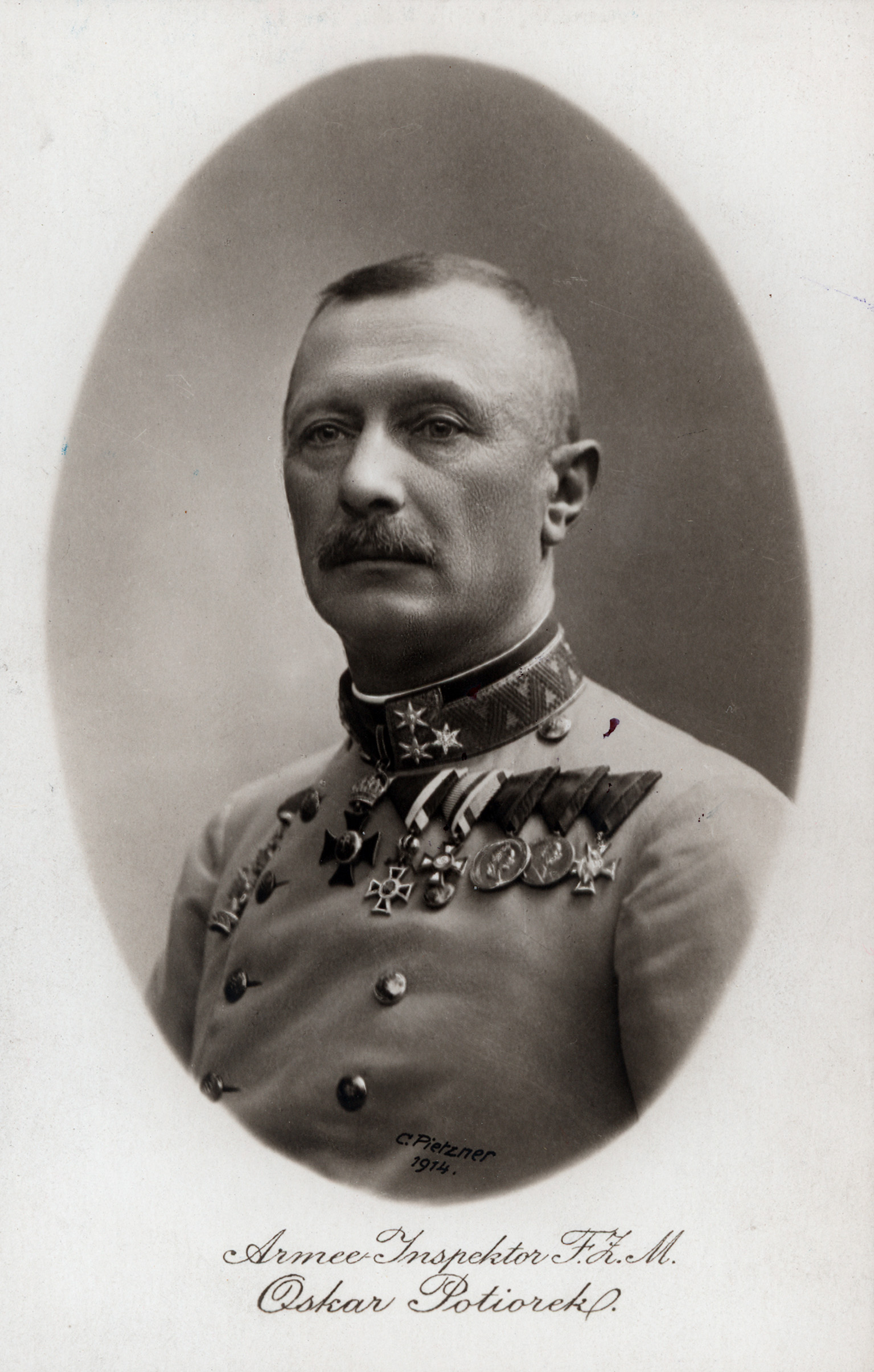
波赫的奧匈帝國總督奧斯卡·波蒂奧雷克組織並煽動了針對塞爾維亞人的騷亂。

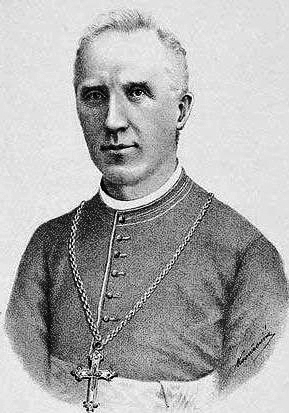
約瑟普·斯塔德勒同意剷除「這片土地上的顛覆分子」。

塞拉耶佛的反塞族示威於1914年6月28日開始，比札格雷布的示威再晚一些。 波士尼亞羅馬天主教主教約瑟普·斯塔德勒(Josip Štadler)的助手伊萬·沙裡奇(Ivan Šarić)刻畫了一首反塞族的詩歌，並將塞族人描述為「毒蛇」和「貪吃的狼」。一群克羅埃西亞人和波士尼亞穆斯林首先聚集在施塔德勒的宮殿——也就是聖心大座堂，然後在晚上10點左右，大約有200左右的人襲擊並摧毀了塞拉耶佛最大的飯店——歐洲酒店——該旅館為塞族商人Gligorije Jeftanović所有。人群主要將憤怒指向塞爾維亞商店、著名塞爾維亞人的住所、塞爾維亞東正教禮拜場所、學校、銀行、塞爾維亞文化社會Prosvjeta，及Srpska riječ報社。奧匈帝國上層階級的許多成員，包括許多軍官在內，皆參與了該暴力活動。當天有兩名塞爾維亞人被殺。
當天晚上的晚些時候，在十名騎馬的武裝士兵短暫干預之後，城市逐漸恢復了秩序。當晚，由奧斯卡·波蒂奧雷克(Oskar Potiorek)領導的波士尼亞和赫塞哥維納直轄省政府、市警察、斯塔德勒與其助手伊萬·沙裡奇達成一同剷除「這片土地上的顛覆分子」的協議。市政府隨後發佈公告，邀請塞拉耶佛人民履行神聖職責，通過剷除顛覆分子來淨化這座城市的恥辱。這份公告印在了當晚和明天清晨，並於全市分發和展示的海報上。根據約瑟普·萬卡什的聲明，作為該公告的簽署人之一，其文本的作者是塞拉耶佛的政府專員，而他根據與政府高級代表和科拉斯男爵達成的協議，因而撰寫了該公告。

### 1914年6月29日

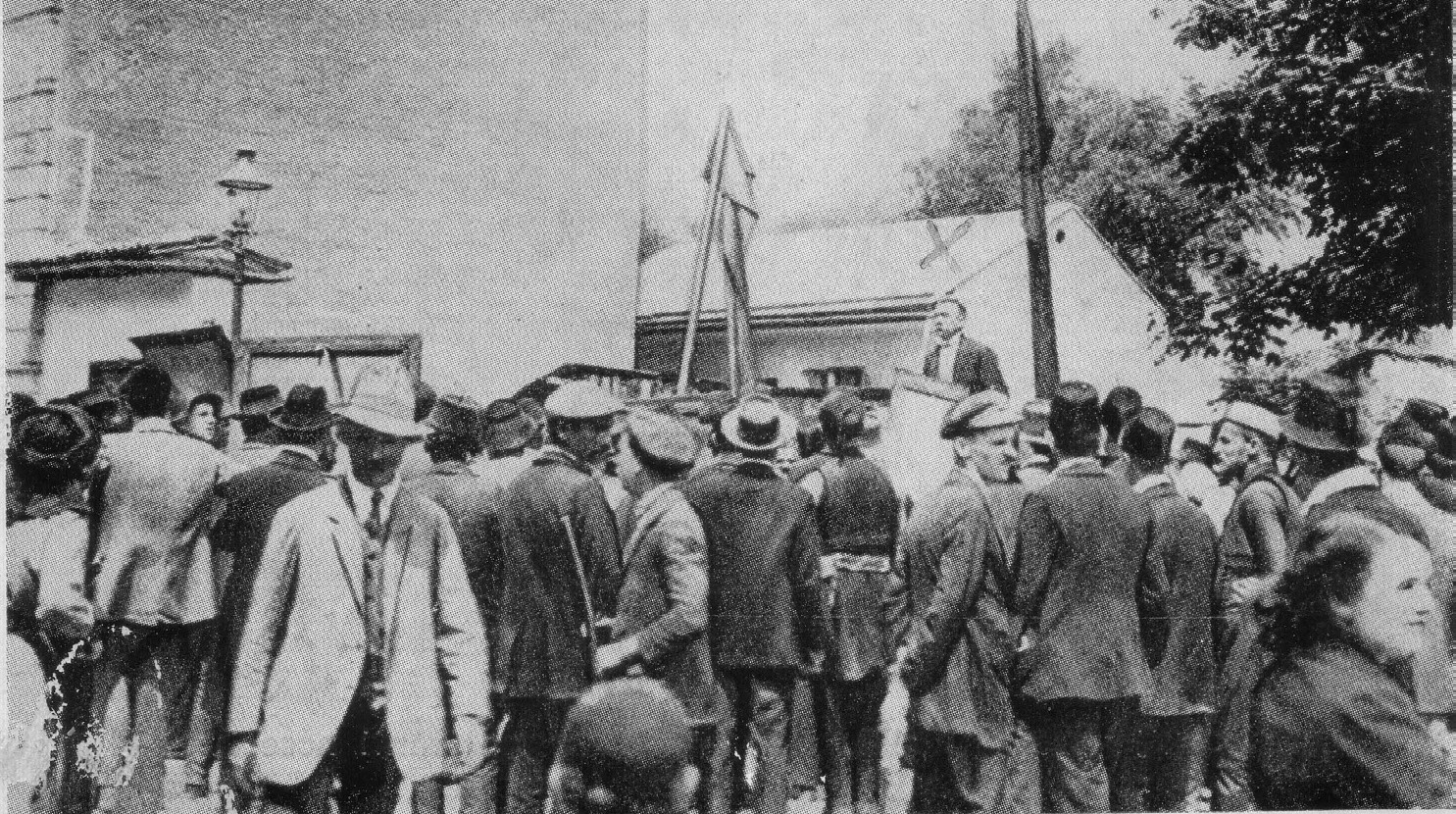
約瑟普·萬卡什正於塞拉耶佛，對著人群發表講話。

在1914年6月29日的上午8點左右，開始出現更激進的示威活動，並立刻演變成了大屠殺。大批穆斯林和克羅埃西亞人聚集在塞拉耶佛街頭，高喊唱歌，手舉著黑披風的奧地利國旗、奧地利皇帝的照片及已故大公的照片。當地政治領導人向這些人群發表講話。約瑟普·萬卡什是在暴力爆發前發表演講的人之一。雖然他在該次事件中的確切角色仍不得而知，但一些政治領導人在把人群聚集在一起，並指揮他們反對屬於塞爾維亞人的商店和房屋方面，發揮到了很重要的作用。該政治領導人在演講完之後便消失了，而許多克羅埃西亞人和穆斯林的小團體開始快速移動，並攻擊他們能接觸到的，屬於塞拉耶佛塞族人的所有財產。他們首先襲擊了一所塞族學校，然後襲擊了塞族人擁有的商店和其他機構，以及其私人住宅。一家塞爾維亞人擁有的銀行被佔領，而從塞爾維亞人的商店和房屋中搶出來的貨物則被丟在人行道和街道上。
那天晚上，省長波蒂奧雷克宣布塞拉耶佛和該省其他地區進入戒嚴狀態。儘管這個措施使得授權執法部門得以處理這些非正常活動，但並沒有完全成功，因為暴徒仍然在繼續襲擊塞族人以及其財產。官方報導稱，塞爾維亞東正教大教堂由於奧匈安全部隊的干預，該市的大都會席位得以倖免於被拔去資格。在法蘭茲·斐迪南德夫婦的屍體被運到塞拉耶佛火車站後，城市秩序才得以恢復。此外，奧匈帝國政府也馬上頒布法令，設立塞拉耶佛特別法庭，並授權對騷亂期間犯下的謀殺和暴力行為處以死刑。

### 圖片集
- 塞拉耶佛的一條主要街道
(今天的狄托元帥街)
- 靠近貝德斯滕（英语：Bezistan）的巴什察爾希亞（英语：Baščaršija）
- 遭到破壞的塞爾維亞族學校
- 歐洲酒店（英语：Hotel Evropa）旁的一座被毀壞的車庫

## 反應

### 塞拉耶佛市民
一群著名的塞拉耶佛政治家，包括喬佐·蘇納里奇、舍里夫·阿瑙托維奇和達尼洛·迪莫維奇，他們代表了塞拉耶佛的三個宗教團體，他們訪問了波蒂奧雷克，並要求他採取措施防止對塞爾維亞人的襲擊。後來波蒂奧雷克在6月29~30日期間，提交給維也納的報告中，他說塞拉耶佛的塞族商店已經被完全摧毀，甚至連位處上流社會的婦女也參與了搶劫行動或者遭到搶劫。塞拉耶佛的許多居民從窗戶觀看事件時，都會向示威人群鼓掌，當局報告說，示威者在得到了該市的非塞族人口的廣泛支持。
作家伊沃·安德里奇將此次暴力事件稱為「塞拉耶佛的仇恨狂潮」。

### 奧匈帝國的南斯拉夫政治家

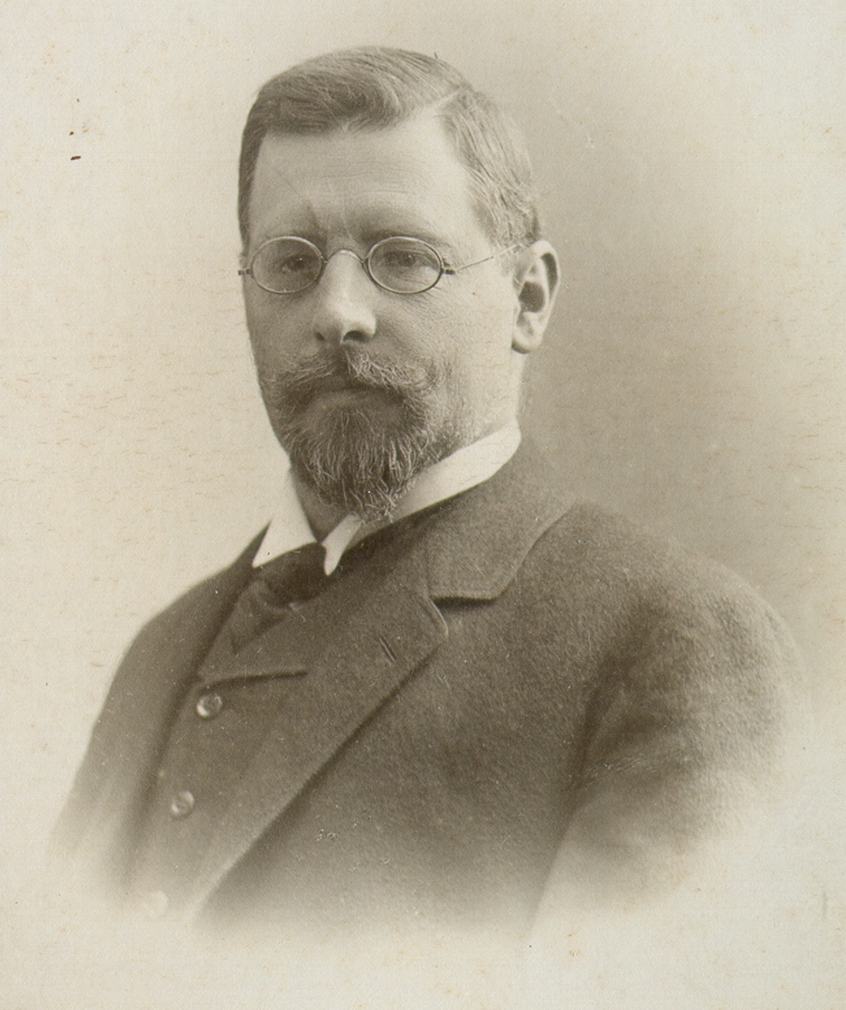
斯洛維尼亞保守派政治家伊萬·舒斯特希奇(Ivan Šusteršič)呼籲要在騷亂之後，繼續對塞爾維亞人採取暴力行動。

跟劇作家克里斯托弗·貝內特 (Christopher Bennett) 表示，如果沒有匈牙利當局的干預，帝國內部的克羅埃西亞人和塞爾維亞人之間的關係可能會進一步失控。斯洛維尼亞保守派政治家伊萬·舒斯特希奇呼籲非塞爾維亞人：「粉碎那些存在貪婪自大的塞爾維亞人頭骨」。
除了相對弱勢的右翼政治勢力外，奧匈帝國的其他南斯拉夫人，特別是達爾馬提亞的南斯拉夫人以及波赫的伊斯蘭宗教領袖，要麼不參與反塞族暴力，要麼則予以譴責，其中一些人更是公開聲援塞爾維亞人民，包括權力黨、克羅埃西亞塞族聯盟的報紙，以及天主教主教阿洛伊濟耶·米希奇和安東·博納溫圖拉·耶格里奇。直到7月初之時，對於政府之反塞人立場，僅剩國家支持的反動派支持，而雖然南斯拉夫人與塞爾維亞人之間已有不言而喻的團結存在，但仍然沒有開始發展。
然而，作者彼得勒斯和傑弗里斯表示：克羅埃西亞的政治領導人顯然地對奧匈帝國忠心耿耿，他們進一步指出：與其他同為奧匈帝國管轄的其他地區相比，克羅埃西亞十分積極的與奧匈一同參與第一次世界大戰。

### 報紙及外交官
塞拉耶佛的天主教主教及官方媒體透過發布敵對的反塞族小冊及謠言，聲稱塞族人有攜帶炸彈並隱藏之，從而引起了這場騷亂。塞拉耶佛報紙報導說：針對塞族平民及其財產的攻擊類似於「俄羅斯大屠殺的餘波」。6月29日，維也納的一家保守派報紙報導表說：「整起事件看起來就像是一場大屠殺」。根據一些報導，塞拉耶佛的警察紛紛默許並忽視了這場騷亂。一些報導也稱：奧匈帝國當局對此袖手旁觀，任由塞拉耶佛塞族人被殺、財產被燒毀。反塞族暴亂對俄羅斯帝國的地位產生了很重要的影響。 一家俄羅斯報紙報導說：「事件的責任不在於塞爾維亞本身，而在於那些將奧地利進駐波士尼亞的人，因此俄羅斯的義務是：保護波士尼亞和赫塞哥維納的斯拉夫人，以避免遭受德國的束縛。」據米洛拉德·埃克梅契奇( Milorad Ekmečić) 表示：有份俄羅斯報告宣稱塞拉耶佛有一千多所房屋和商店於暴亂期間被毀。
義大利駐塞拉耶佛領事表示：這些活動是由奧匈帝國政府所資助的。他們將該場暴亂描述為：「『絕非塞爾維亞人的朋友』的德國領事報告表示，塞拉耶佛正在經歷一場塞族版聖巴托羅繆大屠殺。」

## 後續

### 其他地方的事件

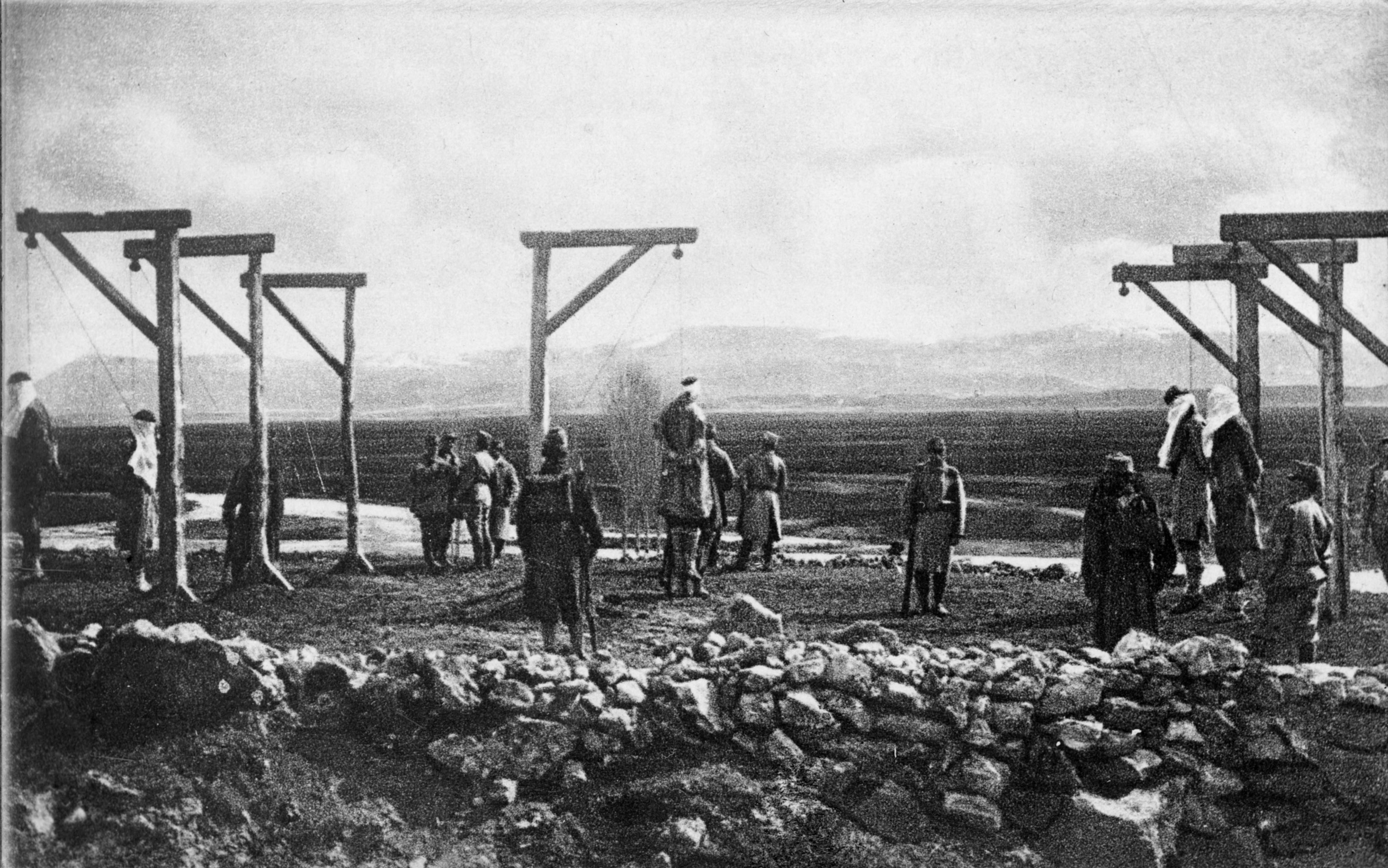
奧匈帝國的士兵正在吊死塞爾維亞人，地點在赫塞哥維納地區

反塞族示威和騷亂組織不僅僅發生在塞拉耶佛及薩格勒布而已，他同時亦發生在其他較大的奧匈帝國城市，包括現今屬克羅埃西亞的賈科沃、彼得里尼亞和斯拉沃尼亞布羅德，和現今屬波士尼亞與赫塞哥維納的查普利納、利夫諾、布戈伊諾、特拉夫尼克、馬格拉伊、莫斯塔爾、澤尼察、圖茲拉、多博伊、瓦雷斯、布爾奇科和波士尼亞沙馬茨。奧匈帝國政府在達爾馬提亞所組織的反塞族示威活動之嘗試最終以失敗收場，因為僅有少數人參加了位於史普利特和杜布羅夫尼克的反塞族抗議活動，儘管有些在希貝尼克的塞族人商店曾遭到掠奪。

### 突擊隊
奧匈帝國當局在波士尼亞和赫塞哥維納監禁並引渡了約莫5,500名著名塞族人，其中700至2,200人死於獄中。460名塞族人被判處死刑。奧匈帝國後來成立了一支以穆斯林為主的名為Schutzkorps 的特殊民兵組織：突擊隊，並對塞族人進行了迫害。大約有5,200個塞族家庭他們驅逐出波士尼亞和赫塞哥維納。這是波士尼亞和赫塞哥維納的大量公民第一次因種族而遭到迫害，而且正如斯洛維尼亞作家維利科尼亞所表示的：這是相當不祥的預兆。

## 外部連結
- Dedijer, Vladimir. . . Simon and Schuster. 1966: 328-329  [2021-06-25]. （原始内容存档于2021-07-03） （英语）.